# Little Monsters (film 2019)
Little Monsters è un film del 2019 scritto e diretto da Abe Forsythe.

## Trama
Dave, un musicista squattrinato, dopo aver scoperto il tradimento della sua ragazza in seguito ad una relazione turbolenta, torna a vivere con sua sorella Kat e suo nipote Felix. Un giorno, accompagnando il bambino a scuola, conosce la vivace maestra della sua classe Miss Caroline e se ne innamora. Si propone quindi di accompagnare la classe per la gita al parco giochi del giorno successivo, nelle cui vicinanze si trova una base segreta degli Stati Uniti che sta effettuando degli studi sugli zombie. Arrivati al parco, i bambini entusiasti incontrano il loro idolo Teddy McGiggle e tutto sembra andare per il meglio, fino a quando uno degli zombie fugge dalla base statunitense per divorare e contagiare buona parte degli ospiti del parco. La classe, guidata dall'impavida maestra e da Dave, si rifugia in un negozio di souvenir assieme a Teddy McGiggle e vi ci resta per tutta la notte. Il giorno dopo Dave, con l'aiuto di suo nipote Felix, riesce a salvare i bambini e la maestra portandoli via con un trattore del parco giochi, quest'ultima fa credere ai piccoli che tutto sia un simpatico giochino organizzato dallo staff del parco per non traumatizzarli. Nel frattempo arrivano i rinforzi dell'esercito statunitense che uccidono gli zombie e mettono al sicuro i superstiti, mentre Miss Caroline convince gli alunni che il tutto sia parte dello show messo su dal parco nel quale sono andati in gita. Il giorno dopo i genitori dei bambini, compresa la mamma di Felix, possono rivedere i loro figli felici che cantano insieme a Dave e Miss Caroline, i quali hanno intrapreso una relazione.

## Promozione
Il primo trailer del film viene diffuso il 31 luglio 2019.

## Distribuzione
La pellicola è stata presentata al Sundance Film Festival 2019 il 27 gennaio; successivamente è stata distribuita in poche sale statunitensi a partire dall'8 ottobre 2019 e dall'11 ottobre in video on demand su Hulu. In Italia è stata trasmessa in prima visione sul canale satellitare a pagamento Sky Cinema Comedy il 12 giugno 2020.

### Divieti
Negli Stati Uniti il film è stato vietato ai minori di 17 anni per la presenza di "violenza sanguinolenta, contenuti sessuali, linguaggio non adatto e uso di droga".

## Accoglienza

### Critica
Sull'aggregatore Rotten Tomatoes il film riceve l'79% delle recensioni professionali positive con un voto medio di 6,87 su 10 basato su 81 critiche, mentre su Metacritic ottiene un punteggio di 57 su 100 basato su 16 critiche.

## Riconoscimenti
- 2019 - Festival internazionale del cinema fantastico di Bruxelles
  - Corvo d'Oro al miglior film
- 2019 - Imagine Film Festival
  - Candidatura per il miglior film
- 2019 - Sitges - Festival internazionale del cinema fantastico della Catalogna
  - Candidatura per il miglior film